# Stanisław Szczepaniak
Stanisław Szczepaniak, né le 9 juillet 1934 à Kościelisko où il est mort le 21 juin 2015, est un et biathlète polonais.

## Biographie
En 1956 et 1960, il prend part aux Jeux olympiques dans les épreuves de ski de fond, sans obtenir de résultat significatif.
Il se classe 18e sur l'individuel des Jeux olympiques d'hiver de 1964, avant de remporter une médaille de bronze aux Championnats du monde à la compétition par équipes. En 1967, il devient vice-champion du monde de l'individuel derrière Viktor Mamatov, ce qui sera le dernier podium polonais jusqu'à le titre mondial de Tomasz Sikora en 1995.
Aux Jeux olympiques d'hiver de 1968, il prend la quatrième place à la fois en individuel et en relais.

## Palmarès

### Championnats du monde
- Mondiaux 1965 à Elverum :
  -  Médaille de bronze par équipes.
- Mondiaux 1966 à Garmisch-Partenkirchen :
  -  Médaille d'argent en relais.
- Mondiaux 1967 à Altenberg :
  -  Médaille d'argent à l'individuel.